# Rue de Richelieu
Rue de Richelieu (Richelieuova ulice) je ulice v Paříži. Nachází se v 1. obvodu a 2. obvodu. Nazývá se podle kardinála Richelieu, prvního ministra Ludvíka XIII.

## Poloha
Ulice vede od náměstí Place Colette a Place André-Malraux a končí na křižovatce s ulicemi Boulevard Montmartre a Boulevard des Italiens. Ulice je orientována z jihu na sever, odkud dále pokračuje Rue Drouot.

## Historie
První část ulice byla otevřena 23. listopadu 1633 mezi Place Colette a Rue Feydeau, kde stála Porte Richelieu. V roce 1701 byla tato brána zbořena a 18. října 1704 byla otevřena zbývající část ulice od Rue Feydeau až k velkým bulvárům.
Při svém otevření se ulice nazývala Rue Royale (Královská), ale již záhy byla přejmenovaná na Rue de Richelieu. V roce 1793 během Velké francouzské revoluce získala jméno Rue de la Loi (ulice Práva). V roce 1806 se navrátilo její jméno Rue de Richelieu.

## Významné stavby
- Comédie-Française
- Palais Royal, původní sídlo kardinála Richelieu
- Dům č. 39: zemřel zde v roce 1874 Denis Diderot.
- Dům č. 40: zde stával dům, ve kterém zemřel v roce 1673 Molière.
- Dům č. 58: historické sídlo Francouzské národní knihovny
- Dům č. 63: v roce 1806 zde žil revolucionář Simón Bolívar.
- Dům č. 69: Stendhal zde napsal svůj román Červený a černý.
- Na křižovatce s ulicí Rue Molière se nachází Molièrova fontána.